# Сосновка (Каргасоцький район)
Сосно́вка (рос. Сосновка) — село у складі Каргасоцького району Томської області, Росія. Адміністративний центр Сосновського сільського поселення.

## Населення
Населення — 295 осіб (2010; 362 у 2002).
Національний склад (станом на 2002 рік):
- росіяни — 87 %
- німці — 5 %
- селькупи — 4 %